# Đắk Gằn
Đắk Gằn là một xã thuộc huyện Đắk Mil, tỉnh Đắk Nông, Việt Nam.

## Địa lý
Xã Đắk Gằn nằm ở phía đông bắc huyện Đắk Mil, có vị trí địa lý:
- Phía đông giáp huyện Krông Nô
- Phía tây giáp xã Đắk R'La
- Phía nam giáp xã Đắk R'La và huyện Krông Nô
- Phía bắc giáp huyện Cư Jút.

Xã Đắk Gằn có diện tích 76,41 km², dân số năm 2019 là 7.611 người, mật độ dân số đạt 100 người/km².

## Hành chính
Xã Đắk Gằn được chia thành 10 thôn: Bắc Sơn, Nam Định, Nam Sơn, Sơn Thượng, Sơn Trung, Tân Định, Tân Lập, Tân Lợi, Thắng Lợi, Trung Hoà; 4 bon: Đắk Gằn, Đắk Krai, Đắk Láp, Đắk Sra và bản Cao Lạng.

## Lịch sử
Ngày 24 tháng 3 năm 1998, Chính phủ ban hành Nghị định 18/1998/NĐ-CP. Theo đó, thành lập xã Đắk R'La trên cơ sở 10.204 ha diện tích tự nhiên và 4.143 người của xã Đắk Gằn.
Sau khi điều chỉnh địa giới hành chính, xã Đắk Gằn còn lại 8.243 ha diện tích tự nhiên và 2.175 người.